# Kamakura Gongorō Kagemasa
Kamakura Gongorō Kagemasa (镰仓権五郎景政, , nascido em 1069) foi um samurai do Clã Taira , que lutou para o Clã Minamoto no Período Heian . Ele é famoso por ter continuado a lutar depois de perder um olho na batalha durante a Guerra Gosannen. Isso ocorreu em 1085,  quando Kagemasa tinha dezesseis anos de idade .

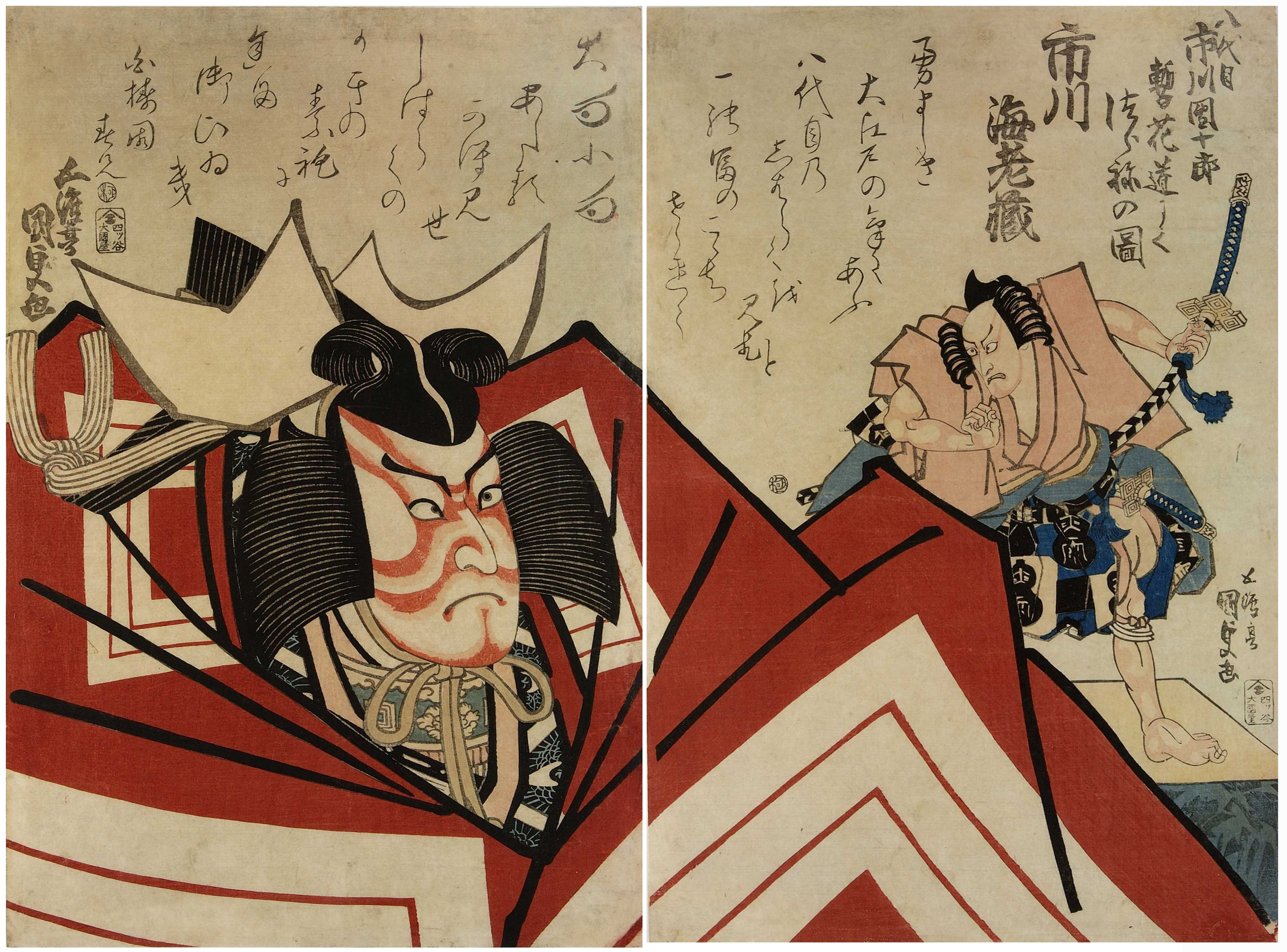
Kamakura Gongorō Kagemasa

Foi progenitor dos clãs Nagae e  Kagawa , Kagemasa também é reivindicado como antepassado por Ōba Kagechika , uma figura famosa da Guerra Genpei (1180-1185). O nome da família "Kamakura" advêm da cidade de Kamakura (atual Kanagawa) onde morava sua família. Seu pai era um oficial poderoso. A identidade exata de seu pai não é clara, mas a maioria dos estudiosos citam Taira no Kagenari ou Taira no Kagetōri como nomes prováveis.